# Ebetsu
Ebetsu (江別市, Ebetsu-shi) est une ville située dans la sous-préfecture d'Ishikari, sur l'île de Hokkaidō, au Japon.

## Toponyme
L'étymologie d'Ebetsu serait le mot autochtone aïnou yupe-ot signifiant « rivière où se trouvent des requins ».

## Géographie

### Localisation
Ebetsu est située dans l'ouest de l'île de Hokkaidō. Elle jouxte la ville de Sapporo.

### Municipalités limitrophes
| Sapporo | Tōbetsu       | Shinshinotsu |
| Sapporo | Ebetsu        | Iwamizawa    |
| Sapporo | Kitahiroshima | Nanporo      |

### Démographie
En décembre 2020, la population d'Ebetsu s'élevait à 119 855 habitants, répartis sur une superficie de 187,38 km2.

### Climat
| Mois                                             | jan.       | fév.       | mars       | avril     | mai       | juin      | jui.      | août      | sep.      | oct.      | nov.       | déc.       | année      |
| ------------------------------------------------ | ---------- | ---------- | ---------- | --------- | --------- | --------- | --------- | --------- | --------- | --------- | ---------- | ---------- | ---------- |
| Température minimale moyenne (°C)                | −12,2      | −11,5      | −5,6       | 0,6       | 6,4       | 11,7      | 16        | 17,1      | 11,9      | 4,8       | −0,8       | −8,2       | 2,6        |
| Température moyenne (°C)                         | −6,4       | −5,5       | −0,8       | 5,6       | 11,4      | 15,7      | 19,5      | 21        | 17,1      | 10,3      | 3,5        | −3,5       | 7,3        |
| Température maximale moyenne (°C)                | −2,2       | −1,1       | 3          | 10,6      | 16,9      | 20,9      | 24,3      | 25,8      | 22,5      | 15,7      | 7,8        | 0,3        | 12,1       |
| Record de froid (°C) date du record              | −26,1 2008 | −25,8 2003 | −21,2 2012 | −9,8 2012 | −3,6 2016 | 2,6 2016  | 8 2007    | 7,5 2017  | 1,5 2008  | −4,6 2006 | −14,8 2015 | −24,2 2012 | −26,1 2008 |
| Record de chaleur (°C) date du record            | 6,9 2021   | 7,2 2015   | 14,6 2021  | 24,6 2014 | 31,9 2019 | 31,7 2014 | 35,6 2021 | 34,6 2021 | 31,9 2020 | 24,3 2016 | 19,7 2003  | 13,2 2018  | 35,6 2021  |
| Ensoleillement (h)                               | 82,6       | 95,1       | 149,4      | 176,9     | 198       | 171,3     | 161       | 159,5     | 165,1     | 144,5     | 98,4       | 74,2       | 1 676,5    |
| Précipitations (mm)                              | 67,1       | 47,9       | 39,1       | 42,4      | 56,1      | 83,1      | 102,8     | 144,9     | 123,2     | 94,1      | 88,3       | 73         | 965        |
| Nombre de jours avec précipitations              | 16,2       | 13,9       | 10,3       | 8,6       | 9         | 8,7       | 9,3       | 10,8      | 10,2      | 12,8      | 14,8       | 15         | 138,1      |
| dont nombre de jours avec précipitations ≥ 10 mm | 1,4        | 0,8        | 0,5        | 1,3       | 1,8       | 2,5       | 3,7       | 4,6       | 3,4       | 3,3       | 2,5        | 1,7        | 27,5       |

| Diagramme climatique                                  |               |           |             |             |              |             |               |               |             |             |           |
| J                                                     | F             | M         | A           | M           | J            | J           | A             | S             | O           | N           | D         |
| −2,2−12,267,1                                         | −1,1−11,547,9 | 3−5,639,1 | 10,60,642,4 | 16,96,456,1 | 20,911,783,1 | 24,316102,8 | 25,817,1144,9 | 22,511,9123,2 | 15,74,894,1 | 7,8−0,888,3 | 0,3−8,273 |
| Moyennes : • Temp. maxi et mini °C • Précipitation mm |               |           |             |             |              |             |               |               |             |             |           |

### Hydrographie
La ville est traversée par le fleuve Ishikari et les rivières Chitose et Toyohira.

## Histoire
Le bourg d'Ebetsu a été fondé en 1916 et a acquis le statut de ville en 1954.

## Culture locale et patrimoine
- L'Ebetsu-jinja, un sanctuaire shinto.

## Transports
Ebetsu est desservie par la ligne principale Hakodate de la JR Hokkaido.

## Jumelage
Ebetsu est jumelée avec Gresham aux États-Unis. 